# Kumbum kolostor
A Kumbum kolostor (tibeti: སྐུ་འབུམ་བྱམས་པ་གླིང), vagy más néven „Kis torony templom” (kínai: 塔尔寺, pinjin: Tarszi) egy gompa, amelyet 1583-ban építettek egy keskeny amdói völgyben, a mai kínai Csinghaj tartományában. Felettes intézménye a Drepung kolostor, amely a fővárostól, Lhászától nyugatra van.

## Az eredetével kapcsolatos hagyományok
Dzse Congkapa, a gelug iskola alapítója a közeli Congkha városban született 1357-ben. Egy hagyomány szerint Congkapa apja a méhlepényt ott ásta el, ahol most a kolostor áll, amelyből egy szantálfa nőt ki. Egy másik változat szerint a fa a Congkapa köldökzsinórjából földre csöppenő vérből nőtt ki. Minden esetre a fa a „Nagy érdem fája” elnevezést kapta. A fa kérge és a levelei állítólag Buddha arcának lenyomatát ábrázolták és egyéb rejtélyes szótagot. A virágának állítólag különlegesen kellemes illata volt.
A négyemeletes, aranytetős templom neve, amely Congkapa születésének helyét jelöli, „Aranyfa” (wylie: kszer szdong, metaforikusan: kívánság teljesítő fa), amelyet a Kumbum legszentebb helyének tartanak. Az arany templom előcsarnokában a zarándokok száz leborulást végeznek, amelytől a fa pallók barázdássá koptak. Az egyik nagy templomában 2500 fő is elfér.
Két katolilus hittérítő, Évariste Régis Huc és Joseph Gabet, akik az 1840-es években jártak a kolostorban, a legnagyobb megdöbbenéssel számoltak be arról, hogy az akkor még álló fa összes levelén világosan kivehető tibeti karakterek voltak. Elsőre a szerzetesekre kezdtek gyanakodni, de alaposabb vizsgálat után megállapították, hogy nem találnak semmilyen csalásra utaló jelet. A fa egy metszete megőrzésre került a Nagy arany templom egyik sztúpájában.

## Története

### Alapítása

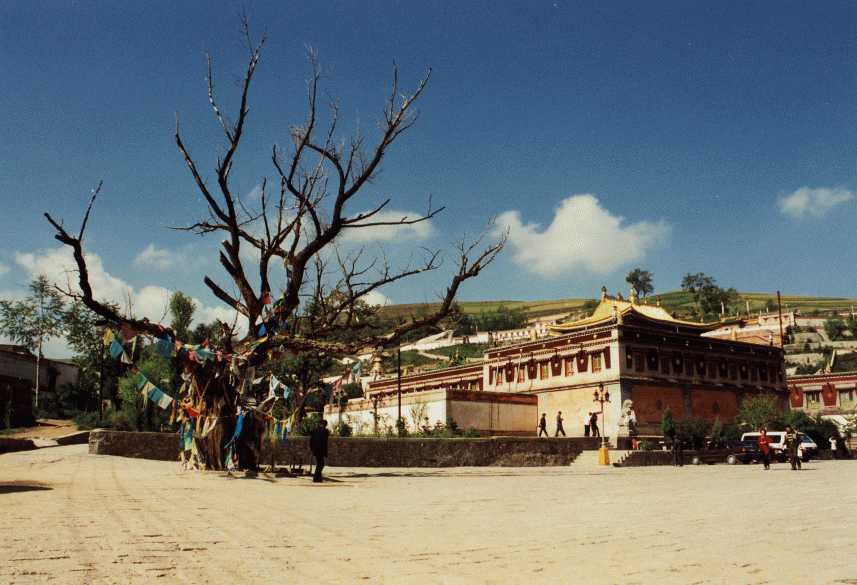
A Kumbum kolostor

1360-ban Congkapa anyja a helyiek segítségével építtetett egy kis templomot egy sztúpával a fia születési helyén.
1560-ban Cöndrü Gyelcen mediátor kis kolostort épített Gonpalung néven, intenzív meditációs gyakorlatok végzéséhez. Először hét szerzetes élt benne, de a létszám hamarosan tizenötre nőtt. 1576-ban Altan mongol nagykán (1507–1583) meghívta a későbbi 3. dalai lámát, Szönam Gyacót (1543–1588), hogy hozza el nekik a buddhista tanításokat Mongóliába. Miután a kán felvette a buddhizmust, Szönam Gyacónak a dalai láma címet adta. A mongol dalai kifejezés a tibeti gyaco fordítása, amelynek jelentése „óceán”.
Az Altan kánhoz igyekvő 3. dalai láma megpihent a közeli Csinghaj-tónál, a kolostornál, ahol a Congkapa születését jelölő szent fa is állt. Elrendelte, hogy Cöndrü Gyelcen építsen a helyszínen egy nagyobb kolostort, amelynek az élére egyből ki is nevezte őt legfőbb lámaként. A kolostor végül 1583-ban készült el teljesen és a Nagy érdem fa köré kerítést emeltek. Ekkor vette kezdetét az évente megrendezésre kerülő - a lhászai fesztiválnak megfelelő - Monlam imafesztivál. Az új kolostort Kumbum dzsampa Lingnek nevezték. A Kumbum jelentése „Buddha 100 000 megvilágosító teste”. A nevet a fa levelein szereplő százezer szimhanáda szútráról (Srímáládeví Szimhanáda-szútra kapta. A Dzsampa ling jelentése Maitréja kolostor. Ez arra Maitréja templomra utal, amelyet Cöndrü Gyelcen épített a fa jobb oldalára.
Kumbum legelső vezetője Düldzin Özer Gyaco volt. 1603-ban a 4. dalai láma (1589–1616) Mongóliából jövet megszállt a kolostorban. Kifejezte annak szükségét, hogy építsenek egy külön tanulási részleget. Az egyesített intézmény 1612-ben ünnepelte hivatalosan a megnyitóját Düldzin Özer Gyaco vezetősége mellett.
A 20. század közepére a Kumbum kolostorhoz már harminc templom és mintegy ezer lakóépület tartozott.

### Egyházi főiskolák

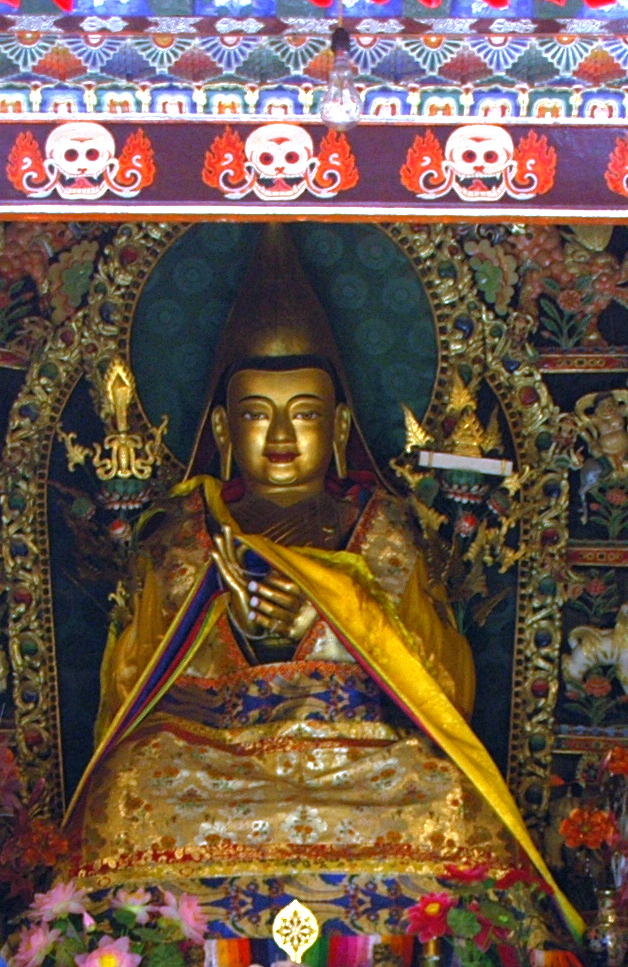
Congkapa szobra a Kumbum kolostorban

Kumbumban négy felsőoktatási szak található (dracang), amelyek közül a legnagyobb a vita főiskola, avagy a logika szak (sadupling dracang). A szakok többsége Dzsecunpa Csokji-gyelcen  (1469–1544) tankönyveit használja, ahogy a Ganden és a Szera kolostorokban. Néhány szakon Kunkjen Dzsamjang-zhajpa Ngavang-condru (1648–1722) könyve használatos, ahogy a Drepung kolostor és a Labrang kolostor Gomang főiskoláján. A megszerezhető legmagasabb gese rabdzsampa és a gese sajrampa tudományos fokozatokat a monlam imafesztivál idején adják át a Kumbum kolostorban.
Gyüpa Dracang, a tantrikus főiskolát (Szangngag Decsenling Datsang) Csodzsej Legpa-gyaco alapította 1649-ben. A legfőbb szövegek tanulmányozása után a szerzetesek a geshe ngagrampa tudományos fokozatot szerezhetik meg.
1711-ben Csuzang Lozang-tenpaj-gyelcen új tantrikus főiskolát épített, ez lett a Ngagpa Dracang. 1723-ban a kínai csing hadsereg súlyos károkat okozott a négy nagy csinghaji kolostorban – Kumbum, Gonlung, Szerkog és Csuzang - ahonnan sok szerzetes elmenekült. Az iskolából erőszakkal orvostudományi képzőintézetet hoztak létre, amely 1725-ben nyitotta meg kapuit. Híres doktorok bevonásával megindult a képzés, amelynek végén a menrampa fokozatot lehetett megszerezni.
A negyedik iskola Kumbumban a Kálacsakra főiskola, a Dükhor dracang vagy Dukor Dracang Rigden Loszel ling. Ezt 1820-ban alapította Ngawvng Sedrub Tenpe Nyima. A szerzetesek itt csillagászatot is tanulnak és a tanulmányaik végén a cirampa fokozatot szerzik meg.

## Jelenlegi helyzet

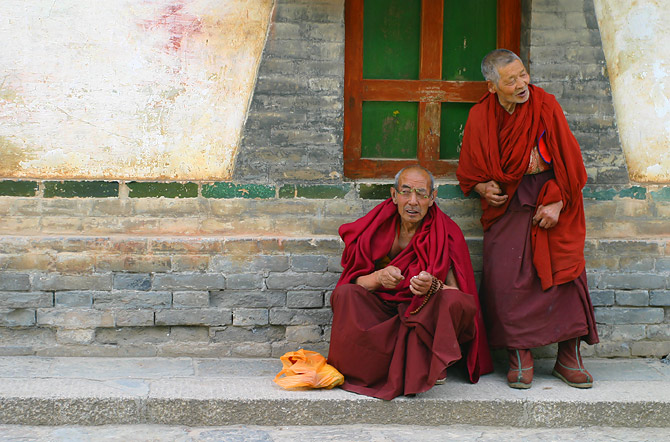
Szerzetesek a Kumbum kolostorban

1958 előtt a Kumbumban 3600 szerzetes élt, jelenleg 400, amelyből 300 van a vita kollégiumnál, a maradék száz pedig egyenlően oszlik el a többi szakokon. A kolostor lakói hagyományosan az amdói tibeti szerzetesek, ahogy a Labrang kolostorban is. Akadnak azonban mongolok is. A Kumbum a mai napig jelentős vadzsrajána zarándokhelynek számít, amelybe évente több ezer ember látogat el távoli vidékekről.